# Kalis
Kalis (deutsch Kunkendorf) ist ein Ort in der polnischen Woiwodschaft Ermland-Masuren. Er gehört zur Gmina Jeziorany (Stadt-und-Land-Gemeinde Seeburg) im Powiat Olsztyński (Kreis Allenstein).

## Geographische Lage
Kalis liegt in der nördlichen Mitte der Woiwodschaft Ermland-Masuren, 31 Kilometer südwestlich der früheren Kreisstadt Rößel (polnisch Reszel) bzw. 25 Kilometer nordöstlich der heutigen Kreismetropole und auch Woiwodschaftshauptstadt Olsztyn (deutsch Allenstein).

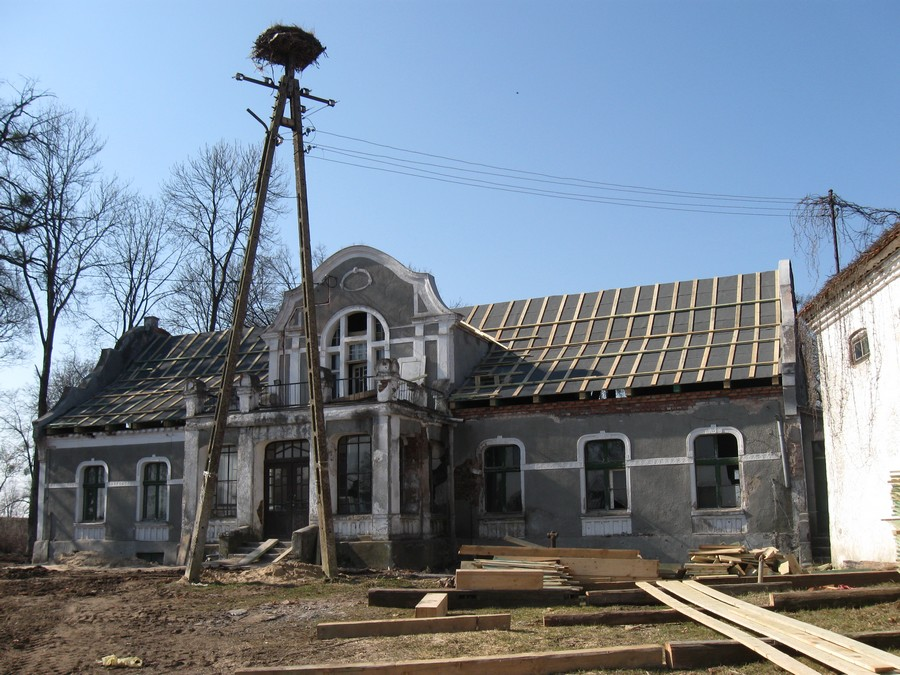
Das ehemalige Kunkendorfer Herrenhaus in Kalis

## Geschichte
Der kleine vor 1912 noch Kuhnkendorf genannte Gutsort wurde 1345 gegründet: am 13. April jenes Jahres verlieh der ermländische Bischofsvogt Bruno von Luter dem Dorf eine Handfeste zu Kulmer Recht. Im Jahre 1785 wurde Kuhnkendorf als adliges Gut mit Vorwerk und acht Feuerstellen erwähnt, im Jahre 1820 als adliges Gut mit zehn Feuerstellen bei 73 Einwohnern.
Als 1874 der Amtsbezirk Voigtshof (polnisch Wójtówko) im ostpreußischen Kreis Rößel gebildet wurde, gehörte Kuhnkendorf zu den ersten Mitgliedsdörfern.
1885 zählte Kuhnkendorf 85 Einwohner, 1910 waren es 94.
Am 30. September 1928 verlor Kunkendorf seine Eigenständigkeit. Der Ort wurde nach Lekitten (polnisch Lekity) im Amtsbezirk Krokau (polnisch Krokowo) eingemeindet.
Als 1945 in Kriegsfolge das gesamte südliche Ostpreußen an Polen fiel, bekam Kunkendorf die polnische Namensform „Kalis“. Der Ort ist heute Teil der Stadt-und-Land-Gemeinde Jeziorany (Seeburg) im Powiat Olsztyński (Kreis Allenstein), von 1975 bis 1998 der Woiwodschaft Olsztyn, seither der Woiwodschaft Ermland-Masuren zugehörig.
In Kalis hat sich bis heute das Kunkendorfer Gutshaus im Jugendstil von Anfang des 20. Jahrhunderts erhalten. Im Inneren befinden sich noch originale Jugendstil-Holzarbeiten. In den 1920er Jahren gehörte das Gut mit seinen 307 Hektar einem Joseph Hoenig. Das Haus ist heute im Privatbesitz und sieht einer Restaurierung entgegen.

## Kirche
Bis 1945 war Kunkendorf kirchlich zur Stadt Seeburg (polnisch Jeziorany) orientiert: zur dortigen evangelischen Pfarrkirche in der Kirchenprovinz Ostpreußen der Kirche der Altpreußischen Union, außerdem zur römisch-katholischen St.-Bartholomäus-Kirche im damaligen Bistum Ermland.
Der Bezug zur katholischen Bartholomäus-Kirche besteht heute noch für Kalis, jetzt freilich im Erzbistum Ermland gelegen. Die evangelischen Einwohner gehören zur Christus-Erlöser-Kirche Olsztyn (Allenstein) in der Diözese Masuren der Evangelisch-Augsburgischen Kirche in Polen.

## Verkehr
Kalis liegt an der verkehrsreichen Woiwodschaftsstraße 593, die die Städte Miłakowo (Liebstadt), Dobre Miasto (Guttstadt), Jeziorany (Seeburg) und Reszel (Rößel) miteinander verbindet. Eine Bahnanbindung besteht nicht.